# Sirkka (Ort)
Sirkka ist ein Ort im Nordwesten Finnlands.

## Geographie

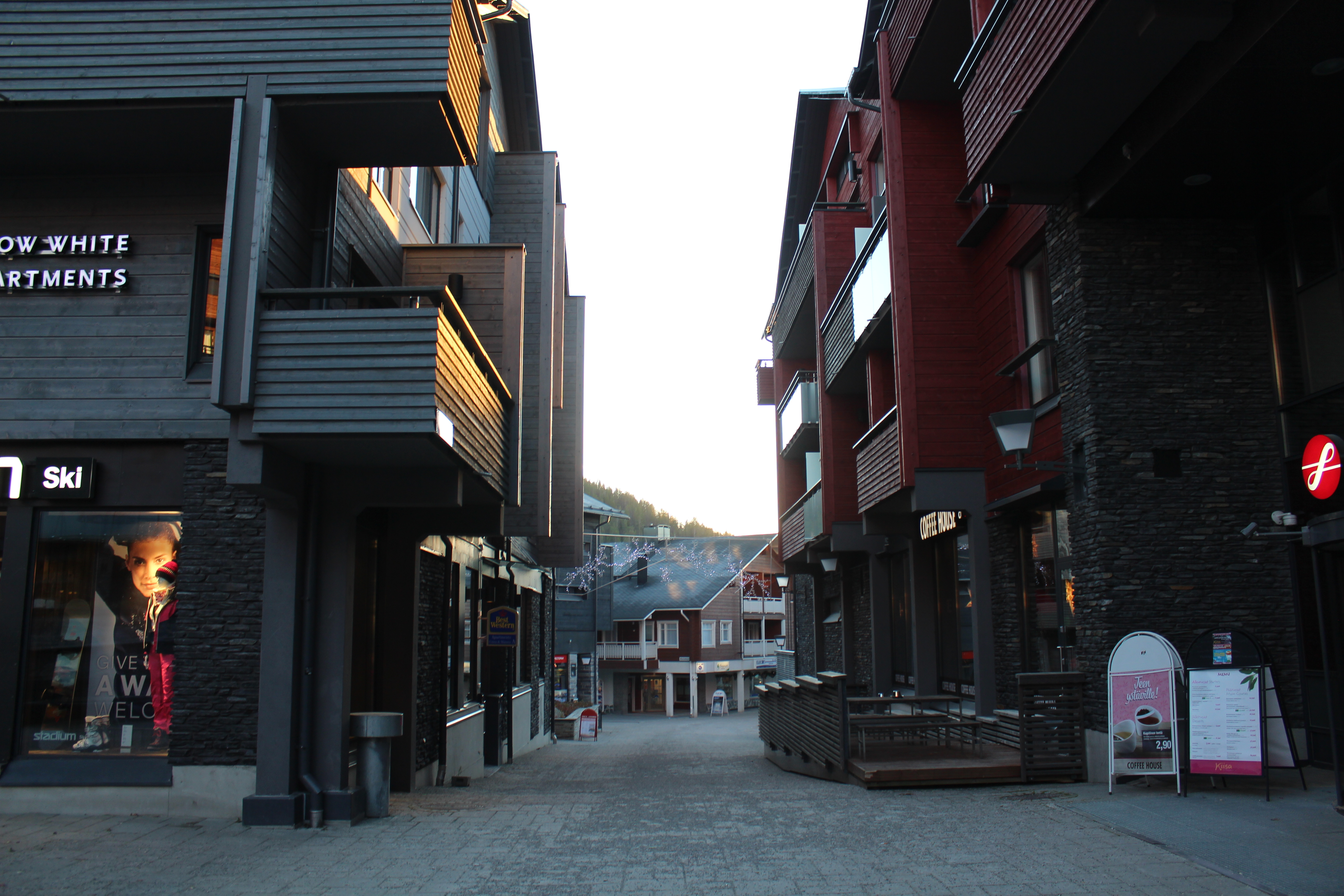
Im urbanen Zentrum von Sirkka

Sirkka hat ca. 890 Einwohner und liegt ca. 20 km nördlich von Kittilä am Westufer des Ounasjoki.
Ca. 5 km südöstlich von Sirkka befindet sich der 530 m hohe Berg Levi.
Der Ort ist über die Hauptstraße 79 (Kantatie 79) und die Regionalstraße 956 (Seututie 956) an das finnische Straßennetz angeschlossen.
Sirkka hat sich seit Beginn des 21. Jahrhunderts enorm entwickelt und ist zum internationalen Touristenort und urbanen Zentrum des Wintersportgebiets Levi geworden. Im Ortszentrum sind zahlreiche Einzelhandelsgeschäfte und gastronomische Angebote angesiedelt.